# Кузьменков, Вячеслав Андреевич
Вячеслав Андреевич Кузьменков (9 августа 1944, СССР — 12 мая 1991, Зверево, Ростовская область) — советский шахтёр, бригадир бригады горнорабочих очистного забоя шахты им. 60-летия Ленинского комсомола (ныне «Обуховская») в Ростовский области. Полный кавалер знака «Шахтерская слава». Почётный гражданин г. Зверево (2004, посмертно).

## Биография
Детские и юношеские годы В. А. Кузменькова пришлись на годы военной поры. Родители погибли, он воспитывался в детдоме. По окончании 8 классов поехал по комсомольской путевке в Сибирь, где в 17 лет стал бригадиром комсомольско-молодежной бригады столяров. Позже возглавил добычную бригаду на шахте «Бирюлинская» в Кузбассе.
Для строительства и работы на новой, оборудованной по последнему слову науки и техники шахты «Обуховская-Западная» в г. Зверево в Ростовский области со всего Союза съезжались молодежные бригады. В 1978 г. 12 кузбасских горняков во главе с бригадиром Вячеславом Кузменьковым поступили на это строящееся предприятие.
28 декабря 1978 г. шахта-гигант была сдана в эксплуатацию и получила название «Шахта им. 60-летия Ленинского комсомола». Символический ключ был вручен бригадиру ГРОЗ Кузменькову.
При нормативной нагрузке на лаву в 2 стружки за смену кузменьковцы в отдельные дни «нарезали» до 6 стружек. «Стаханов комбайновой выемки» — так называли Вячеслава Александровича.
В 1986 г. по итогам конкурса «Лучшая шахтерская бригада Советского Союза», объявленного газетой «Комсомольская правда», коллектив В. А. Кузменькова одержал победу, а зверевская шахта стала лучшим угледобывающим предприятием СССР.
Вячеслав Андреевич Кузьменков ушел из жизни в 12 мая 1991 года, после полученной в 1990 году производственной травмы.
Похоронен в городе Зверево (Ростовская область).

## Награды и звания
- Орден Трудового Красного Знамени.
- Полный кавалер знака «Шахтерская слава».
- Звание «Почетный гражданин г. Зверево» присвоено в 2004 г. (посмертно).